# 稗田寧々
稗田 寧々（ひえだ ねね、1997年1月15日 - ）は、日本の女性声優。神奈川県出身。81プロデュース所属。DIALOGUE+のメンバー。

## 経歴
声優を目指す前はシンガーソングライター志望であり、特にDo As Infinityが好きで5歳くらいから家族でコンサートに行っていた。その際、テレビアニメ『桜蘭高校ホスト部』に出演していた宮野真守、坂本真綾のことを知り、「お芝居だけじゃなく歌も出来る、自分の好きなことが全部出来る」と考え声優を目指した。
2012年に行われた第6回81オーディションにて特別賞・小学館賞を受賞している。
2016年4月1日より81プロデュースの所属となった。
2019年6月24日、田淵智也音楽プロデュースの声優ユニット「DIALOGUE+」の結成が発表され、メンバーの一員となることが発表された。同年10月23日にCDデビュー。
2022年3月5日に発表された第16回声優アワードにて新人女優賞を受賞した。

## 人物
趣味・特技は映画・音楽鑑賞、歌。
名前の「寧々」は、豊臣秀吉の妻、寧々から取られた。
声優で同じ事務所の天海由梨奈とは小学校からの幼馴染。
弟がいる。

## 出演
太字はメインキャラクター。

### テレビアニメ
2016年
- カードファイト!! ヴァンガードG ストライドゲート編（テレビリポーター）

2018年
- ポプテピピック（彼女）
- 弱虫ペダル GLORY LINE（女子生徒）
- ガンダムビルドダイバーズ（ヤシロ・モモカ）
- Butlers〜千年百年物語〜（女子生徒）
- 3D彼女 リアルガール（女子生徒）
- こねこのチー ポンポンらー大旅行（子供B）
- ラストピリオド -終わりなき螺旋の物語-（ルゥルゥ）
- 斉木楠雄のΨ難（ギャルA、女子生徒） - 1シリーズ + 完結編
- キラッとプリ☆チャン（2018年 - 2020年、あめちゃんズ1）
- ハイスコアガール（女子生徒C）
- 異世界魔王と召喚少女の奴隷魔術（友達）
- レイトン ミステリー探偵社 〜カトリーのナゾトキファイル〜（ネロ・エッグビーター〈幼少期〉）
- アイカツフレンズ!（2018年 - 2019年、獅子丸みか、ファン） - 2シリーズ
- 叛逆性ミリオンアーサー（水着ギャルA）

2019年
- 賭ケグルイ××（選挙管理委員副委員長、ギャル生徒B）
- ぼくたちは勉強ができない（女生徒A、女子B） - 2シリーズ
- 戦姫絶唱シンフォギアXV（少女）
- 女子高生の無駄づかい（男の子）
- MIX（女子生徒C）
- キラキラハッピー★ ひらけ!ここたま（なつき）

2020年
- プランダラ（街の人）
- 22/7（生徒）
- 魔王学院の不適合者 〜史上最強の魔王の始祖、転生して子孫たちの学校へ通う〜（2020年 - 2024年、ミサ・イリオローグ / アヴォス・ディルヘヴィア） - 3シリーズ
- 戦翼のシグルドリーヴァ（六車・宮古）
- 安達としまむら（生徒達、子供達、パンチョ）

2021年
- 弱キャラ友崎くん（2021年 - 2024年、泉優鈴） - 2シリーズ
- アイ★チュウ（クレープ屋店員、受付嬢）
- カノジョも彼女（生徒達、バカ女）
- 月が導く異世界道中（2021年 - 2024年、ユーノ） - 2シリーズ
- ビルディバイド（2021年 - 2022年、空木コムギ） - 2シリーズ

2022年
- CUE!（鷹取舞花）
- 恋は世界征服のあとで（神宮寺美咲〈イエロージェラート〉）
- 骸骨騎士様、只今異世界へお出掛け中（ポンタ）
- ブルーロック（女子、御影玲王〈幼少期〉）
- メガトン級ムサシ（オペレーター）

2023年
- もういっぽん!（南雲安奈）
- 最強陰陽師の異世界転生記（アミュ）
- カワイスギクライシス（猿藤七絆、ドフトスス）
- 魔法少女マジカルデストロイヤーズ（ガスマスク）
- デッドマウント・デスプレイ（バニー） - 2シリーズ
- 異世界召喚は二度目です（幼セツ、女の子、女子生徒）
- 女神のカフェテラス（隼の娘）
- 英雄教室（サンク）
- お嬢と番犬くん（佐藤、女子2、あいか、女子生徒1）
- 聖女の魔力は万能です（テンユウ〈幼少期〉）

2024年
- 魔都精兵のスレイブ（東八千穂）
- Lv2からチートだった元勇者候補のまったり異世界ライフ（ベラノ）
- 怪獣8号（2024年 - 2025年、ハルイチの友人、看護師、オペレーター、水無瀬あかり、女の子 他） - 2シリーズ
- Unnamed Memory（トリス）
- Re:Monster（ルービリア姫）
- 戦国妖狐 千魔混沌編（猫又）

2025年
- クラスの大嫌いな女子と結婚することになった。（北条糸青）
- サラリーマンが異世界に行ったら四天王になった話（ゲーノーム）
- Aランクパーティを離脱した俺は、元教え子たちと迷宮深部を目指す。（レイン）
- いずれ最強の錬金術師?（レーヴァ）
- 俺だけレベルアップな件 Season 2 -Arise from the Shadow-（ミズア）
- Summer Pockets（久島鴎）
- 華Doll*-Reinterpretation of Flowering-（理人の母）
- 前橋ウィッチーズ（寧音）

### 劇場アニメ
- 君の膵臓をたべたい（2018年、女の子）
- 劇場版ブルーロック -EPISODE 凪-（2024年、御影玲王〈幼少期〉）

### OVA
- ぼくたちは勉強ができない（2019年、女性B）- コミックス第14巻アニメBD同梱版

### Webアニメ
- ガンダムビルドダイバーズRe:RISE（2020年、ヤシロ・モモカ）
- がんばれ同期ちゃん（2021年、同期ちゃん[36]）
- 最強陰陽師の異世界転生記 みに（2022年 - 2023年、アミュ）
- ガンダムビルドメタバース（2023年、モモカ）

### ゲーム
2017年
- グランドサマナーズ（リフィリー、カテミラ）
- 城姫クエスト（芥川山城）
- 新約アルカナスレイヤー（カナミ 他）
- デジタルラプソディ（マリュー、グレイ、エミナ、1）
- デスティニーオブクラウン（マサムネ）
- 刻のイシュタリア（ホレおばさん、ティツァノ）
- ナイトスリンガー（タナトス、セイレン 他）

2018年
- 刀使ノ巫女 刻みし一閃の燈火（長江ふたば）
- モバイルレジェンド (ライラ)

2019年
- 毎日こつこつ俺タワー（ベルトローダー）
- モンスターストライク（2019年 - 2023年、タージ・マハル、ロンカ、マゴスチーネ）
- 社長、バトルの時間です!（メリィナ・シルレ、アリィ・ド・サン＝リーシュ）
- MISTOVER（シャドーブレード）
- CUE!（鷹取舞花）
- デュエル・マスターズ プレイス（2019年 - 2020年、アルオム、メカピン、トリア、破滅人形ポール）
- ゴシックは魔法乙女〜さっさと契約しなさい!〜（屠竜の爆死音）
- ワールドフリッパー（メリエンナ）

2020年
- ラストピリオド -終わりなき螺旋の物語-（ルゥルゥ）
- シノビマスター 閃乱カグラ NEW LINK（蘭丸）
- サクラ革命 〜華咲く乙女たち〜（鳥部きょうこ）

2021年
- アクション対魔忍（凪琴音）
- 異世界に飛ばされたらパパになったんだが 〜精霊騎士団物語〜（マツ、ヨルムンガンド、ミタマ）
- アズールレーン（2021年 - 2023年、エルベ）

2022年
- ヘブンバーンズレッド（2022年 - 2024年、神崎アーデルハイド）
- ブラウンダスト（ミカレン）

2023年
- BLUE REFLECTION SUN/燦（星谷かんな）
- Engage Kill（メグ・ナンバ）
- キュービックスターズ（マゴスチーネ）
- 機動戦士ガンダム アーセナルベース（モモ）

2024年
- ウィッチ・アンド・リリィズ（カリガリ、クロエ）

### ラジオ
※はインターネット配信。
- 稗田寧々 鈴代紗弓のコーラルマイク（2020年 - 、音泉※）[57]
- 超!A&G+マンスリースペシャル 稗田寧々の地に"ね"を張って生きたい（2021年、超!A&G+※）[58]
- 骸骨騎士様、只今ラジオへお出掛け中（2022年、音泉※）[59]
- エパリダ 元教え子たちのラジオ ～最深情報、お届けします～（2025年、文化放送・YouTube※・超A&G+※[60][注 1] ）

### テレビ番組
※はインターネット配信。
- 稗田・宮原の予算無いけど贅沢してみたい件!!!（2019年、ニコニコ生放送※）
- 稗田・宮原の引き続き予算無いけど贅沢したい件!!!（2020年、ニコニコ生放送、YouTube※）
- 稗田・宮原の自由奔放やりたい放題（2021年 - 2023年、ニコニコ生放送、YouTube※）
- SUN AUDITION 〜君の声優ストーリーをつくろう!〜（2022年、番組MC）

### ドラマCD
- THE IDOLM@STER THE@TER BOOST 03（2018年、街の女A）
- THE IDOLM@STER MILLION THE@TER WAVE 02 Chrono-Lexica（2019年、女の子1）
- 弱キャラ友崎くん（2020年、泉優鈴）※文庫第8.5巻ドラマCD付き特装版[61]

### 吹き替え

#### 映画
- バービー（2023年、少女ナレーター[62]）

#### ドラマ
- BULL / ブル 法廷を操る男
- REIGN/クイーン・メアリー

#### アニメ
- Call Star -ボクは本当にダメな星?-（2023年、自販機、観客、CMナレーション、わたげD）
- 最後の召喚師 -The Last Summoner-（2023年、後輩、男の子、女子生徒A 他）
- スパイディとすごいなかまたち（ブラックキャット[63]）

### デジタルコミック
- 想いの欠片（2018年、伊藤サキ[64]）
- 12歳。 シリーズ
  - 〜ウワサ〜（2019年、女子A[65]）
  - 〜ハツコイ〜（2020年、女子A[66]）
- いじめ シリーズ
  - 〜最後の願い〜（2020年、女子B[67]）
  - 〜明日に向かって〜（2020年、女子C[68]）
- はるお嬢さま、恋のお時間です!（2020年、お母さん[69]）
- 予言のナユタ（2021年、テレビ音声[70]）

### オーディオドラマ
- #FFFFFF（2018年、河海美月[71]）
- 神域のカンピオーネス（2018年、ステラ）
- 小樽潮風高校Project（2022年、百花秋乃）
- 幕末動乱美少女伝（2024年、島義勇、松平容保）
- 戦国繚乱美少女伝（2025年、羽柴秀吉（豊臣秀吉））

### オーディオブック
- 人類は衰退しました 1〜2巻（2019年[72] - 2020年、朗読＆にんげんさん[73]）
- 不戦無敵の影殺師（2020年、小手毬[73]）
- 塩対応の佐藤さんが俺にだけ甘い（2021年、朗読＆佐藤こはる [74]）
- 空飛ぶ卵の右舷砲 2巻（2022年、ツバメ ほか[75]）
- 路地裏に怪物はもういない（2022年、大和路カルラ[76]）

### その他のコンテンツ
- にっぽん!歴史鑑定（お七）[3]
- PUI PUI ネネカー（ネネカー）
- ネムルバカ（ファミレスの店員）[77]

## ディスコグラフィ

### キャラクターソング
| 発売日   | 商品名                                                                                       | 歌 | 楽曲 | 備考                                                                                            |
| 2019年   | 2019年                                                                                       | 2019年 | 2019年 | 2019年                                                                                          |
| -------- | -------------------------------------------------------------------------------------------- | --- | --- | ----------------------------------------------------------------------------------------------- |
| 11月27日 | Forever Friends                                                                              | AiRBLUE | 「Forever Friends」                                                                                            | ゲーム『CUE!』オープニングテーマ                                                                |
| 11月27日 | Forever Friends                                                                              | AiRBLUE | 「さよならレディーメイド」                                                                                     | ゲーム『CUE!』関連曲                                                                            |
| 11月27日 | Forever Friends                                                                              | Flower | 「Forever Friends」                                                                                            | ゲーム『CUE!』関連曲                                                                            |
| 2020年   |                                                                                              | | |                                                                                                 |
| 1月22日  | Knocking on My Dream!!                                                                       | Flower | 「Knocking on My Dream!!」 「One More Step!」 「our song」                                                     | ゲーム『CUE!』関連曲                                                                            |
| 3月25日  | beautiful tomorrow                                                                           | AiRBLUE | 「beautiful tomorrow」 「私たちはまだその春を知らない」                                                        | ゲーム『CUE!』関連曲                                                                            |
| 3月25日  | beautiful tomorrow                                                                           | Flower | 「beautiful tomorrow」                                                                                         | ゲーム『CUE!』関連曲                                                                            |
| 8月26日  | Colorful/カレイドスコープ                                                                    | AiRBLUE | 「Colorful」 「カレイドスコープ」                                                                              | ゲーム『CUE!』関連曲                                                                            |
| 8月26日  | Colorful/カレイドスコープ                                                                    | Flower | 「Colorful」                                                                                                   | ゲーム『CUE!』関連曲                                                                            |
| 9月16日  | Red or Blue?                                                                                 | Flower | 「Red or Blue?」 「Field of Flowers」 「CUTE♡CUTE♡CUTE♡」                                                      | ゲーム『CUE!』関連曲                                                                            |
| 10月25日 | Fly high                                                                                     | 六車・宮古（稗田寧々）                                                                                       | 「Fly high」                                                                                                   | テレビアニメ『戦翼のシグルドリーヴァ』エンディングテーマ                                        |
| 11月25日 | 魔王学院の不適合者 〜史上最強の魔王の始祖、転生して子孫たちの学校へ通う〜 BD・DVD第3巻特典CD | ミサ・イリオローグ（稗田寧々）                                                                               | 「ElementaRhythm」                                                                                             | テレビアニメ『魔王学院の不適合者 〜史上最強の魔王の始祖、転生して子孫たちの学校へ通う〜』関連曲 |
| 2021年   |                                                                                              | | |                                                                                                 |
| 1月6日   | 最高の魔法                                                                                   | AiRBLUE | 「最高の魔法」 「白い沿線」                                                                                    | ゲーム『CUE!』関連曲                                                                            |
| 1月6日   | 最高の魔法                                                                                   | Flower | 「最高の魔法」                                                                                                 | ゲーム『CUE!』関連曲                                                                            |
| 1月27日  | 戦翼のシグルドリーヴァ BD・DVD第2巻特典CD                                                    | 六車・宮古（稗田寧々）                                                                                       | 「オンリーワンだーランド！」                                                                                   | テレビアニメ『戦翼のシグルドリーヴァ』関連曲                                                    |
| 4月2日   | 弱キャラ友崎くん BD・DVD第2巻特典CD                                                          | 泉優鈴（稗田寧々）                                                                                           | 「恋する女子はユズれない」                                                                                     | テレビアニメ『弱キャラ友崎くん』関連曲                                                          |
| 4月2日   | 弱キャラ友崎くん BD・DVD第2巻特典CD                                                          | 泉優鈴（稗田寧々）                                                                                           | 「あやふわアスタリスク」                                                                                       | テレビアニメ『弱キャラ友崎くん』エンディングテーマ                                              |
| 4月21日  | Talk about everything                                                                        | AiRBLUE | 「CUTE♡CUTE♡CUTE♡」 「ミライキャンバス」 「our song」 「Radio is a Friend!」 「マイサスティナー」 「雫の結晶」 | ゲーム『CUE!』関連曲                                                                            |
| 8月4日   | 弱キャラ友崎くん BD・DVD第6巻特典CD                                                          | 日南葵（金元寿子）、七海みなみ（長谷川育美）、菊池風香（茅野愛衣）、夏林花火（前川涼子）、泉優鈴（稗田寧々） | 「カラフルエンドエピローグ」                                                                                   | テレビアニメ『弱キャラ友崎くん』関連曲                                                          |
| 2022年   |                                                                                              | | |                                                                                                 |
| 1月26日  | スタートライン/はじまりの鐘の音が鳴り響く空                                                  | AiRBLUE | 「スタートライン」                                                                                             | テレビアニメ『CUE!』オープニングテーマ                                                          |
| 1月26日  | スタートライン/はじまりの鐘の音が鳴り響く空                                                  | AiRBLUE | 「はじまりの鐘の音が鳴り響く空」                                                                               | テレビアニメ『CUE!』エンディングテーマ                                                          |
| 1月26日  | スタートライン/はじまりの鐘の音が鳴り響く空                                                  | AiRBLUE | 「空合ぼくらは追った」                                                                                         | 『CUE!』関連曲                                                                                  |
| 1月26日  | スタートライン/はじまりの鐘の音が鳴り響く空                                                  | Flower | 「スタートライン」 「はじまりの鐘の音が鳴り響く空」                                                            | 『CUE!』関連曲                                                                                  |
| 3月16日  | CUE! BD第1巻特典CD                                                                           | 鷹取舞花（稗田寧々）                                                                                         | 「beautiful tomorrow」 「Colorful」 「最高の魔法」 「ミライキャンバス」                                        | 『CUE!』関連曲                                                                                  |
| 3月16日  | CUE! BD第1巻 きゃにめ特典CD                                                                  | 鷹取舞花（稗田寧々）                                                                                         | 「Forever Friends」                                                                                            | 『CUE!』関連曲                                                                                  |
| 4月20日  | CUE! BD第2巻 きゃにめ特典CD                                                                  | 鷹取舞花（稗田寧々）                                                                                         | 「さよならレディーメイド」                                                                                     | 『CUE!』関連曲                                                                                  |
| 5月18日  | CUE! BD第3巻 きゃにめ特典CD                                                                  | 鷹取舞花（稗田寧々）                                                                                         | 「スタートライン」 「はじまりの鐘の音が鳴り響く空」                                                            | 『CUE!』関連曲                                                                                  |
| 2023年   |                                                                                              | | |                                                                                                 |
| 3月8日   | 最強陰陽師の異世界転生記 キャラクターソングミニアルバム                                      | イーファ（和氣あず未）、アミュ（稗田寧々）、メイベル（鬼頭明里）                                             | 「リンク」 | テレビアニメ『最強陰陽師の異世界転生記』エンディングテーマ                                      |
| 3月8日   | 最強陰陽師の異世界転生記 キャラクターソングミニアルバム                                      | イーファ（和氣あず未）、アミュ（稗田寧々）、メイベル（鬼頭明里）                                             | 「Fortunate Magic」                                                                                            | テレビアニメ『最強陰陽師の異世界転生記』関連曲                                                  |
| 3月8日   | 最強陰陽師の異世界転生記 キャラクターソングミニアルバム                                      | アミュ（稗田寧々）                                                                                           | 「Lonely,Story,Only」                                                                                          | テレビアニメ『最強陰陽師の異世界転生記』関連曲                                                  |
| 3月8日   | 最強陰陽師の異世界転生記 キャラクターソングミニアルバム                                      | イーファ（和氣あず未）、アミュ（稗田寧々）                                                                   | 「リンク」 | テレビアニメ『最強陰陽師の異世界転生記』エンディングテーマ                                      |
| 3月8日   | 最強陰陽師の異世界転生記 キャラクターソングミニアルバム                                      | アミュ（稗田寧々）                                                                                           | 「リンク」 「Fortunate Magic」                                                                                 | テレビアニメ『最強陰陽師の異世界転生記』関連曲                                                  |
| 5月10日  | 推しが武道館いってくれたら死ぬ コンプリートボーカルアルバム「きみのために生きてる」          | ☆MELTY☆ | 「ぎゅっとHUGみ〜」                                                                                            | テレビアニメ『推しが武道館いってくれたら死ぬ』挿入歌                                            |
| 2024年   |                                                                                              | | |                                                                                                 |
| 3月6日   | 『魔都精兵のスレイブ』キャラクターソングミニアルバム 02 「六番組COLLECTION」                 | 魔防隊六番組                                                                                                 | 「六番組COLLECTION」                                                                                           | テレビアニメ『魔都精兵のスレイブ』関連曲                                                        |
| 3月6日   | 『魔都精兵のスレイブ』キャラクターソングミニアルバム 02 「六番組COLLECTION」                 | 東八千穂（稗田寧々）                                                                                         | 「5 seconds ago」                                                                                              | テレビアニメ『魔都精兵のスレイブ』関連曲                                                        |
| 2025年   |                                                                                              | | |                                                                                                 |
| 4月23日  | クラスの大嫌いな女子と結婚することになった。3 完全生産限定版 Blu-ray&DVD 特典CD              | 北条糸青（稗田寧々）                                                                                         | 「スキキライも追い越して 〜糸青ver.〜」                                                                        | テレビアニメ『クラスの大嫌いな女子と結婚することになった。』エンディングテーマ                  |
| 5月28日  | クラスの大嫌いな女子と結婚することになった。4 完全生産限定版 Blu-ray&DVD 特典CD              | 桜森朱音（矢野妃菜喜）、石倉陽鞠（鈴代紗弓）、北条糸青（稗田寧々）                                           | 「スキキライも追い越して 〜3人ver.〜」                                                                         | テレビアニメ『クラスの大嫌いな女子と結婚することになった。』エンディングテーマ                  |
| 7月30日  | クラスの大嫌いな女子と結婚することになった。6 完全生産限定版 Blu-ray&DVD 特典CD              | 桜森朱音（矢野妃菜喜）、石倉陽鞠（鈴代紗弓）、北条糸青（稗田寧々）、桜森真帆（前田佳織里）                   | 「スキキライも追い越して 〜4人ver.〜」                                                                         | テレビアニメ『クラスの大嫌いな女子と結婚することになった。』エンディングテーマ                  |

### その他参加作品
| 発売日        | 商品名                                | 歌       | 楽曲               | 備考                                                       |
| ------------- | ------------------------------------- | -------- | ------------------ | ---------------------------------------------------------- |
| 2021年9月17日 | Onsen Theme song Collection album 1st | ねねさゆ | 「Coral Memory's」 | Webラジオ『稗田寧々 鈴代紗弓のコーラルマイク』テーマソング |